# Campeonato Italiano de Rugby 2007-08
El Campeonato de Rugby de Italia de 2007-08 fue la 78.ª edición de la primera división del rugby de Italia.

## Sistema de disputa
El torneo se desarrolló en dos etapas, una fase regular en la cual los equipos disputaron encuentros en condición de local y de visitante frente a cada uno de sus rivales.
Luego se disputará una etapa de eliminación directa, en la cual los primeros cuatro equipos de la fase regular clasifican a las semifinales en la búsqueda por el campeonato.
El último equipo en la tabla general desciende directamente a la Serie B.

## Desarrollo
- Tabla de posiciones:[1]

| Pos. | Equipo           | Encuentros | Encuentros | Encuentros | Encuentros | Tantos | Tantos | Tantos | PB | Puntos |
| Pos. | Equipo           | PJ         | PG         | PE         | PP         | F      | C      | Dif    | PB | Puntos |
| ---- | ---------------- | ---------- | ---------- | ---------- | ---------- | ------ | ------ | ------ | -- | ------ |
| 1.º  | Rugby Calvisano  | 18         | 13         | 0          | 5          | 518    | 259    | +259   | 8  | 60     |
| 2.º  | Benetton Treviso | 18         | 11         | 3          | 4          | 513    | 297    | +216   | 9  | 59     |
| 3.º  | Rugby Viadana    | 18         | 11         | 0          | 7          | 441    | 298    | +143   | 10 | 54     |
| 4.º  | Petrarca Padova  | 18         | 9          | 2          | 7          | 437    | 359    | +78    | 7  | 47     |
| 5.º  | Rugby Rovigo     | 18         | 10         | 0          | 8          | 338    | 336    | +2     | 5  | 45     |
| 6.º  | Rugby Parma      | 18         | 8          | 2          | 8          | 395    | 338    | +57    | 8  | 44     |
| 7.º  | Capítolina       | 18         | 8          | 0          | 10         | 343    | 358    | -15    | 7  | 39     |
| 8.º  | Veneziamestre    | 18         | 7          | 2          | 9          | 301    | 426    | -125   | 1  | 33     |
| 9.º  | GRAN Parma       | 18         | 6          | 1          | 11         | 311    | 455    | -144   | 6  | 32     |
| 10.º | Amatori Catania  | 18         | 2          | 0          | 16         | 220    | 691    | -471   | 2  | 10     |

|  | Clasificado a Semifinales. |
|  | Descendido a la Serie B.   |

### Semifinales
| Equipo 1        | Equipo 2         | Ida   | Vuelta |
| --------------- | ---------------- | ----- | ------ |
| Rugby Viadana   | Benetton Treviso | 20-16 | 21-30  |
| Rugby Calvisano | Petrarca Padova  | 20-18 | 20-13  |

### Final
| 7 de junio de 2008 | Benetton Treviso | 3 - 20 | Rugby Calvisano |  |  |

| Bandera de Italia       |
| Campeón Rugby Calvisano |
| Segundo título          |